# Milétoszi filozófiai iskola

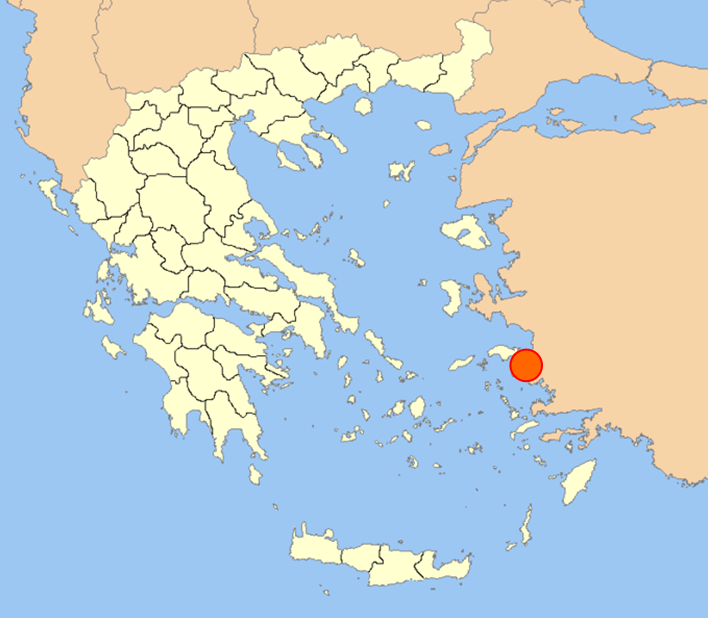
Milétosz elhelyezkedése

A milétoszi iskola a Kr.e. VI. században a kis-ázsiai Milétoszban működő első görög filozófiai iskola volt.
A Kr. e. . IX. század és a Kr. e. VI. század között – főként az írás megjelenésének és elterjedésének köszönhetően – a görög földön jelentős változás megy végbe: a zárt, hagyományos társadalom átalakul nyitott társadalommá, az új értékek a régiek helyébe léptek. A poliszokban kialakult a magántulajdon, s ennek alapján egy olyan társadalmi réteg, amely egyben a filozófiai gondolkodás létrehozója lesz. A mítoszból a filozófiába való átmenet e változás velejárója és következménye, amely inkább politikai, társadalmi és vallásos természetű volt. A polisz kialakulása és fejlődése átalakította a korábbi arisztokratikus szerkezetű társadalom hésziodoszi nézeteit, a régi isteneket és hősöket nagyrészt idejétmúlttá tette. E változások főként Ióniában, azon belül Milétoszban voltak megfigyelhetők. Ugyanis Milétoszba a lakosai által alapított településekről, valamint az ókori Kelet több országából és az Égei-tenger szigeteiről ide áramlottak a korabeli kultúra szellemi és anyagi javai. Emiatt a különféle kultúrák találkozásának központja lett. A biztonságos tengeri hajózás technikai feltételeinek megteremtése egyben nélkülözhetetlenné tette a matematikai, a csillagászati, a földrajzi és a mechanikai ismereteket. Így a milétoszi iskola képviselőinek gondolataiban a rabszolgatartó demokrata réteg, a kézművesek, a kereskedők racionalista világszemlélete tükröződik, s ők a korai materializmus megalapítói.

## Milétoszi természetfilozófusok
Az első nagy milétoszi gondolkodók: Thalész, Anaximandrosz és Anaximenész voltak. Tényként fogadták el a valóságos lét elsődlegességét, azaz materialisták voltak. Mindhármuk gondolkodását egy egyedüli ősi anyagi elem feltételezése határozta meg, mert a valóság lényegét egységes elvként próbálták megközelíteni, a világ lényegét a sokféleség egységének tartották. A sokféleségben pedig felfedezték a dolgok lényegét alkotó ellentétességet. Ez az elmélet valójában a hésziodoszi theogónia továbbgondolása volt.
Ugyancsak a milétoszi természetfilozófusokhoz sorolható Xenophanész is, ő azonban a nyugati görög világba vándorolt és ott is tevékenykedett.